# جزيرة بنغالا
جزيرة بنغالا وهي جزيرة من جزر إندونيسيا، في إقليم آتشيه.